# 発表!知らなきゃイケない!?最新ワード展覧会
『発表!知らなきゃイケない!?最新ワード展覧会』（はっぴょう・しらなきゃイケない・さいしんワードてんらんかい）は、日本のバラエティ番組・笑っていいとも!が2010年5月12日にZAIN RECORDSから発売したオムニバスである。

## 内容
タモリの冠番組であるフジテレビ系列バラエティ番組『森田一義アワー 笑っていいとも!』内の毎週水曜日放送の日替わりクイズコーナー「最新ワード展覧会」から発売されたオムニバス。
当コーナーは千原ジュニアが司会を務め、2009年9月2日から2010年3月31日まで放送。最新のトレンドやワードなどをもとに、タモリを含む水曜レギュラー陣が絵を描いて「知ってる」か「知ったかぶり」かを項目で判定するという内容となっていた。このコーナーでDAIGOがフランス製のホーロー加工鍋ブランド『ル・クルーゼ』をロックバンドの名前だと思い込んだことをきっかけに架空のロックバンド・ル・クルーゼ ga-chi-de DAIGOが結成された。さらに、当コーナーのテーマソングとしてリード曲「黒い薔薇のかほり」が制作、当番組初の試みとして『笑っていいとも!』のオフィシャルサイトにて2010年3月14日までに応募した人の中から抽選で限定1万人に着うたフルがプレゼントされた。なお、この抽選の応募数は20万人に及んだという。
今作はその反響を受けて制作、全曲がお題に対するDAIGOの珍回答をきっかけに結成されたロックバンド名義となっており、制作クレジットも異なっているが、実際には全ての作詞作曲をDAIGOが、音源をBREAKERZが担当している。

## 収録曲
| #            | タイトル                                                            | 作詞・作曲     | 編曲     |
| ------------ | ------------------------------------------------------------------- | -------------- | -------- |
| 1.           | 「黒い薔薇のかほり」(ル・クルーゼ ga-chi-de DAIGO)                  | DIE(死)        | SHINPEI  |
| 2.           | 「ポン・チー・カン」(マンチカン ga-chi-de DAIGO)                    | 大華           | 飯田匡彦 |
| 3.           | 「黒い稲妻のイルミネーション」(ブラックサンダー ga-chi-de DAIGO)    | DANGER         | 飯田匡彦 |
| 4.           | 「VIVA!凱旋門」(モン シュシュ ga-chi-de DAIGO)                      | ダゴール       | 飯田匡彦 |
| 5.           | 「GO!GO!1000～第五行進曲～」(チヒロバンド ga-chi-de DAIGO)          | DAIGO行進曲    | 飯田匡彦 |
| 6.           | 「スクランブル喜怒哀楽」(P.A.R.M ga-chi-de DAIGO)                   | DJ-D           | 飯田匡彦 |
| 7.           | 「情熱のバルセロナ」(アメーラ ga-chi-de DAIGO)                      | ダイゴニーニョ | 飯田匡彦 |
| 8.           | 「ホルモンダンス」(シロコロ ga-chi-de DAIGO)                        | DAIGO          | 飯田匡彦 |
| BONUS TRACK. | 「黒い薔薇のかほり 〜増刊号 Version〜」(いいとも水曜オールスターズ) | DIE(死)        | SHINPEI  |

### 解説
1. 黒い薔薇のかほり
今作のリード曲。お題であるホーロー加工鍋を製作しているフランス輸入ブランド「ル・クルーゼ」に対しDAIGOはフランスのヴィジュアル系ロックバンドと回答した。
2. ポン・チー・カン
お題であるネコの品種「マンチカン」に対しDAIGOは中国のヴィジュアル系ロックバンドと回答した。
3. 黒い稲妻のイルミネーション
お題である有楽製菓『ブラックサンダー』に対しDAIGOはアメリカ合衆国のヴィジュアル系アメフトチームと回答した。
4. VIVA!凱旋門
お題である洋菓子メーカー・モンシェールに対しDAIGOはフランスのサル型機関車と回答した。
5. GO!GO!1000～第五行進曲～
お題である山本千尋が使用する骨盤矯正ゴムバンドに対しDAIGOはチヒロという人物を中心としたマーチングバンドと回答した。
6. スクランブル喜怒哀楽
お題である森永乳業『PARM』に対しDAIGOは渋谷のヒップホップユニットと回答した。
7. 情熱のバルセロナ
お題であるサンファーマーズ『アメーラ』に対しDAIGOはスペインのラテンユニットと回答した。
この楽曲はDAIGOと渡辺直美のデュエットで制作された。
8. ホルモンダンス
お題である神奈川県厚木市発祥のB級グルメ『厚木シロコロ・ホルモン』に対しDAIGOは美白でコロッとした人々のサークルと回答した。
9. 黒い薔薇のかほり 〜増刊号 Version〜
今作のボーナストラック。リード曲を『森田一義アワー 笑っていいとも!』の当時の水曜レギュラーたちが歌唱したバージョン。